# Chapelle de Dun
L'église Saint-Pierre-et-Saint-Paul dite plus communément chapelle de Dun se situe sur la commune de Saint-Racho dans le département de Saône-et-Loire.

## Histoire

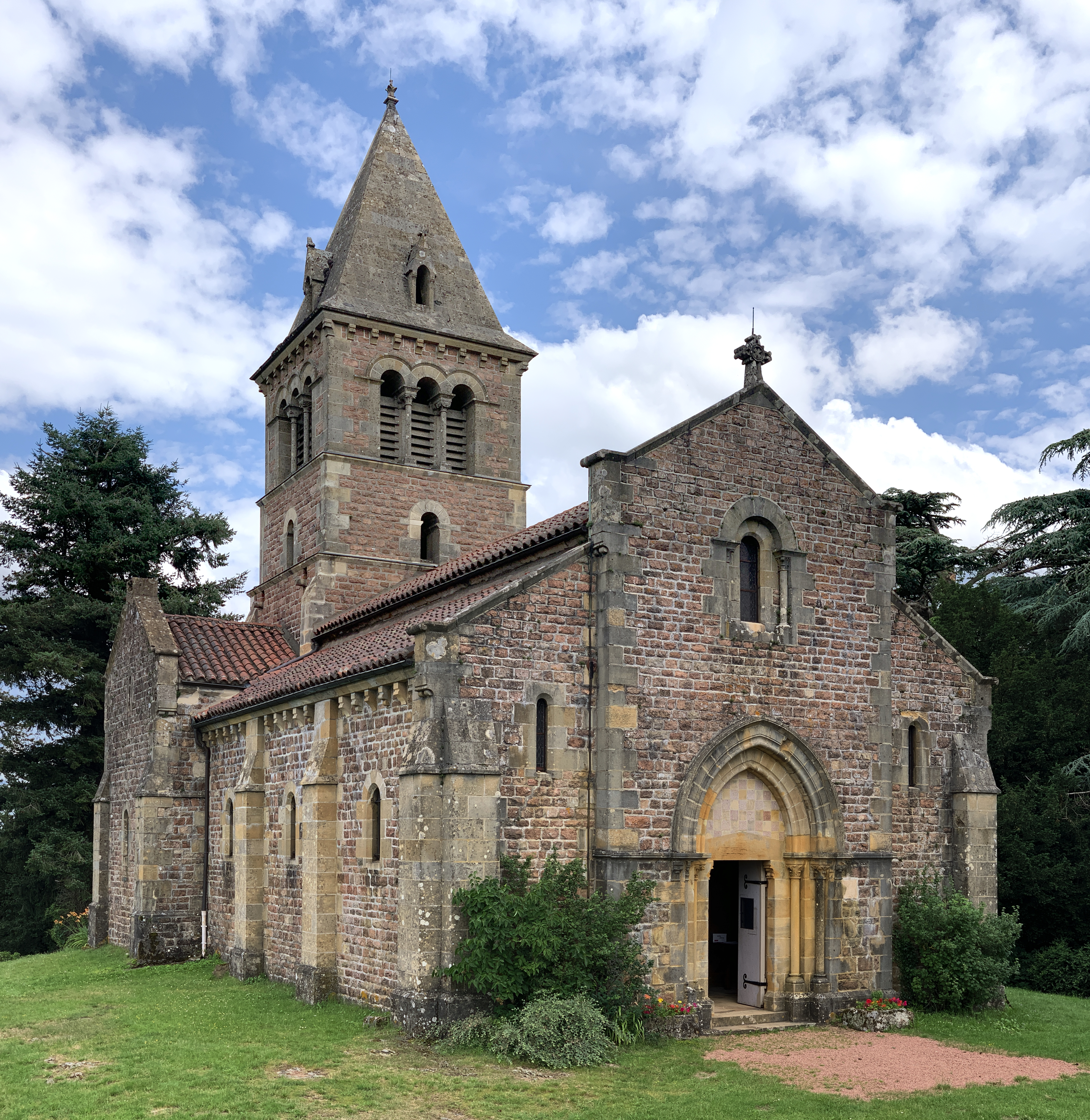
La chapelle en juillet 2021.

Construite dans la deuxième moitié du XIIe siècle, sur la montagne de Dun, à une hauteur de 708 mètres, la chapelle appartenait à la citadelle de Dun-Le-Roi qui fut détruite sur l'ordre de Philippe Auguste en 1181. L'église perdit sa fonction paroissiale lorsque l'église de Saint-Racho fut bâtie en 1703. L'église romane fut abîmée par la foudre en 1762 et laissée à l'abandon. 
Elle fut toutefois sujette à des travaux de rénovations entre 1897 et 1899 sous l'ordre du comte de Rambuteau, Philibert Lombard de Buffières, respectant le style néo-roman de l'église d'origine. La chapelle de Dun fut bénite par l'évêque d'Autun, Adolphe Perraud, le 4 juin 1900.

## Architecture
La nef et le clocher de la croisée ont un style moderne. Néanmoins, la croisée du transept, l'abside et le croisillon sud avec sa chapelle absidiale ont conservé une influence romane. Quatre arcs à double rouleau et des piliers à colonnes engagées supportent la coupole. Les chapiteaux, également de style roman, sont ornés de têtes, d'oiseaux et de feuillages.